# Bluejeans & Moonbeams
Bluejeans & Moonbeams è il nono album di Captain Beefheart e venne pubblicato nel 1974. Nonostante uno stile smaccatamente commerciale, il disco fallì la scalata alle classifiche. Molti critici considerano questo album il peggiore dell'intera discografia di Captain Beefheart, portando i fan a chiamare la formazione del periodo col nome di "Tragic Band".
La copertina dell'album è opera del cugino e amico di Van Vliet, Victor Hayden, che compare in Trout Mask Replica con il soprannome che Beefheart gli aveva dato: "The Mascara Snake".

## Tracce

### Lato A
1. Party of Special Things to Do (Don Van Vliet, Elliot Ingber) – 2:48
2. Same Old Blues (J.J. Cale) – 4:00
3. Observatory Crest (Van Vliet, E. Ingber) – 3:32
4. Pompadour Swamp (Van Vliet) – 3:32
5. Captain's Holiday (R. Feldman, W. Richmond, S. Hickerson, C. Blackwell) – 5:43

### Lato B
1. Rock 'n Roll's Evil Doll (Van Vliet, Mark Gibbons, Ira Ingber) – 3:20
2. Further Than We've Gone (Van Vliet) – 5:31
3. Twist ah Luck (Van Vliet, Gibbons, I. Ingber) – 3:22
4. Bluejeans and Moonbeams (Van Vliet) – 5:02

## Formazione
- Captain Beefheart - voce, armonica a bocca
- Dean Smith - chitarra
- Ira Ingber - basso
- Bob West - basso
- Michael Smotherman - sintetizzatore, voce
- Mark Gibbons - sintetizzatore
- Gene Pello - batteria
- Jimmy Caravan - sintetizzatore
- Ty Grimes - percussioni